# Ermita de Santa Agnès
L'ermita de Santa Agnès és una capella construïda sota la roca, prop del monestir de Sant Llorenç del Munt, del qual en depenia. Està situada en la cova que porta el seu nom. Està documentada des del segle xiv i va tenir culte fins a la darreria del segle xviii.

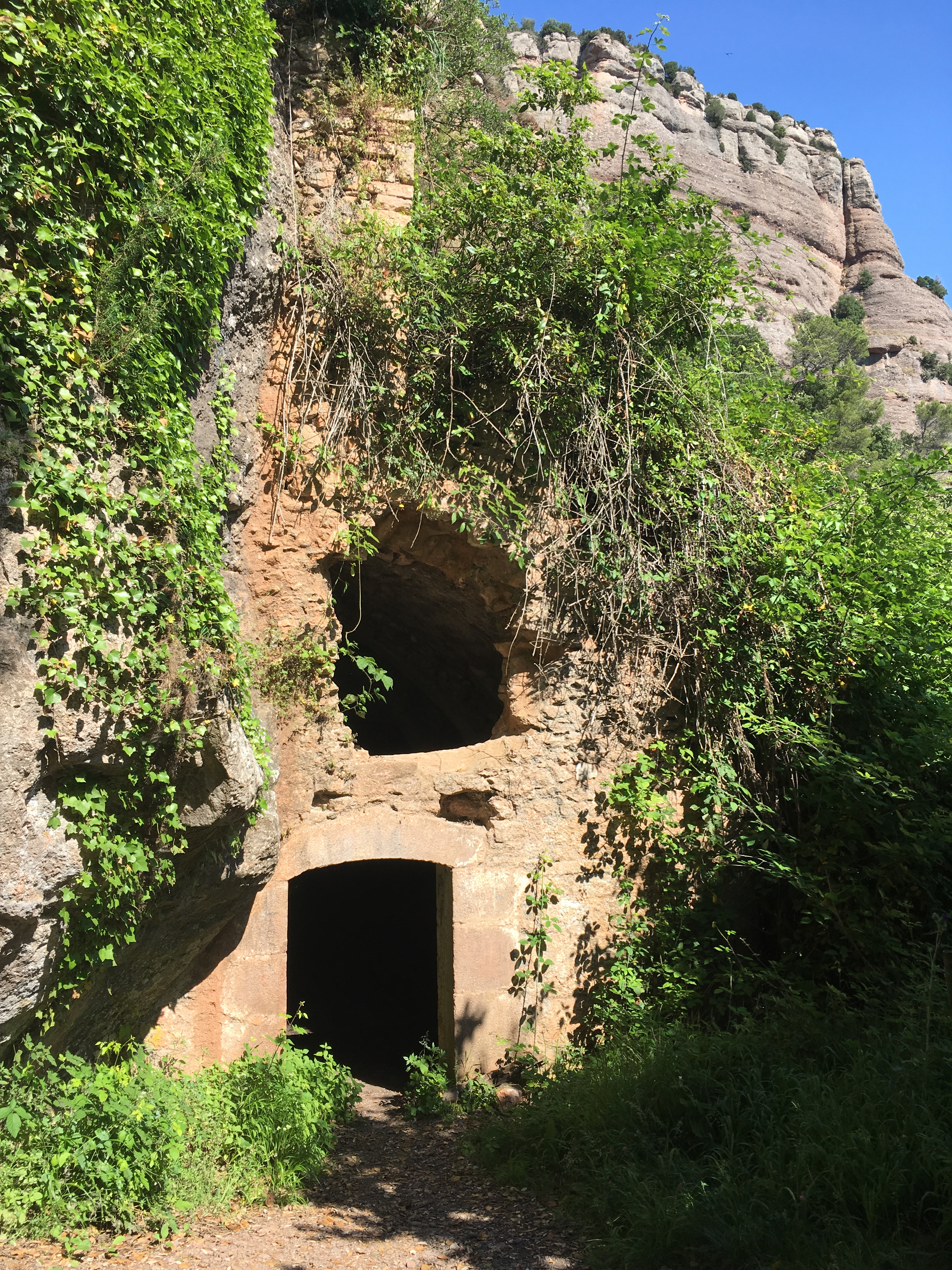
Pati interior

És un dels vestigis arquitectònics al parc de Sant Llorenç del Munt que avui dia perduren. És a la canal de Santa Agnès per la cara nord de la Mola a 825 metres sobre el nivell del mar.
Hi ha dues teories sobre l'origen de l'ermita de Santa Agnès. Una suposa que es tractava d'un cenobi de monges benedictines. I l'altra considera que va ser creada per deodonades, sense cap vincle amb un ordre concreta, tot i que vestien hàbit, que feien tasques domèstiques per les comunitats religioses.
Com a punt d'interès trobem unes piques a l'interior de la cova que han fet de font i cisterna fins a l'actualitat, adossades a la mateixa balma de on es troba la capella. Aquesta església va ser construïda en època medieval en estil gòtic, en forma d'una petita nau rectangular de volta apuntada, reforçada amb dos arcs torals. La part de la capçalera aboca a la roca viva, deixant un espai excavat on hi havia en el seu dia un altar. Adossades a la capella hi ha les ruïnes de les dependències de l'ermita.
Es troba documentada l'existència de l'ermita des del segle XIV i se sap que varen realitzar-se cerimònies fins entrat el segle xviii.
Aquesta cova-ermita també ha estat utilitzada com a lloc d'estada per penitents eremites, entre ells fra Bonaventura Grau. En el segle XVII i principis del XIX el conjunt restà a càrrec d'ermitans. Fou abandonat al voltant de 1809, a conseqüència de les guerres Napoleòniques.

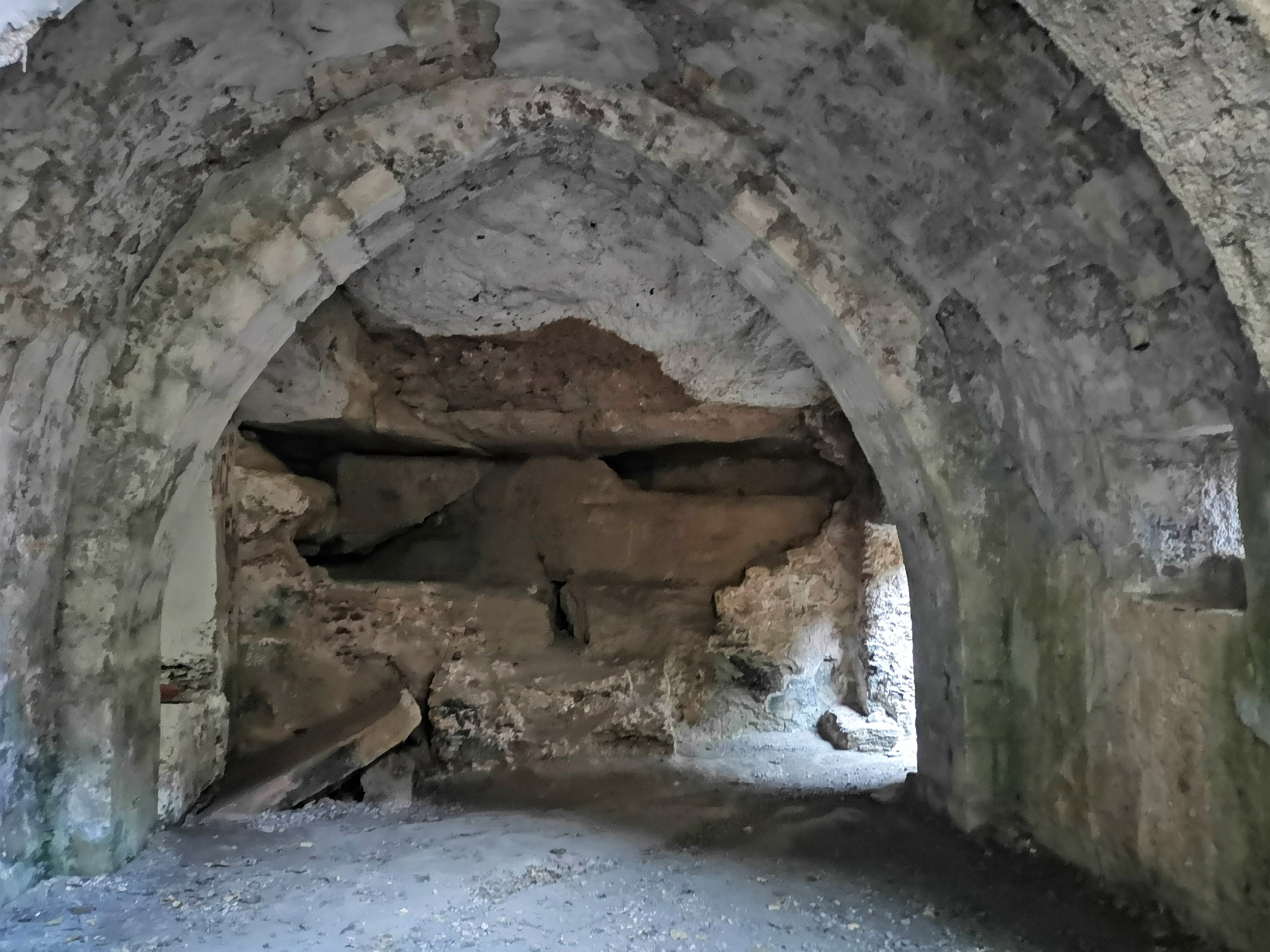
Interior de l'ermita de Santa Agnès